# Khinalug
Khinalug, Khynalyg, hoặc Khinalyg (tiếng Azerbaijani: Xınalıq; Khinalug: Kətş; cũng được dịch là Khanaluka, Khanalyk, Khinalykh, hoặc Khynalyk), là một đô thị và ngôi làng Kavkaz cổ có nguồn gốc từ thời kỳ Albania Kavkaz. Nó nằm tại vùng cao của quận Guba, phía bắc Azerbaijan. Đô thị Khinalug là một phần của Guba, bao gồm các làng Khinalug và Qalayxudat. Ngôi làng đã được UNESCO công nhận là Di sản thế giới từ tháng 9 năm 2023 với tên gọi Cảnh quan văn hoá của người Khinalig và đường gia súc “Köç Yolu” .

## Vị trí
Nó nằm tại phía tây nam của quận Guba, giữa dãy núi Đại Kavkaz, phân chia Bắc Kavkaz ở Nga với Nam Kavkaz. Khinalug cũng là ngôi làng cao nhất, xa xôi và biệt lập nhất ở Azerbaijan và là một trong số những ngôi làng cao nhất ở vùng Kavkaz. Thời tiết thay đổi đáng kể giữa mùa hè và mùa đông, từ −20 °C cho tới 18 °C. Khinalug có dân số khoảng 2.000 người. Họ là những người nói tiếng Khinalug, một ngôn ngữ tách biệt của Ngữ hệ Đông Bắc Kavkaz, mặc dù nhiều trong số họ cũng sử dụng tiếng Azerbaijan.

## Lịch sử
Vào ngày 7 tháng 10 năm 2006, Tổng thống Ilham Aliyev đã công bố kế hoạch hiện đại hóa các cơ sở giáo dục, hạ tầng, tòa nhà chính phủ cùng nhiều cơ sở khác ở Khinalug. Đến năm 2007, ông đã cho thành lập Khu bảo tồn lịch sử-kiến trúc và dân tộc học Nhà nước Khinalug theo sắc lệnh nhằm bảo tồn diện mạo, ngôn ngữ và phong tục độc đáo của ngôi làng.
Địa điểm này được đưa vào danh sách theo dõi của Quỹ Di tích Thế giới từ năm 2008 như là một trong số 100 địa điểm có nguy cơ biến mất cao nhất, do lo ngại trước việc xây dựng con đường nối giữa Khinalug và Guba. Danh sách này không nhằm mục đích chỉ trích hoạt động thương mại và du lịch ở Khinalug, mà nó nhằm mục đích cảnh báo rằng sự phát triển không nên đánh đổi bằng giá trị lịch sử của địa điểm.
Bộ Văn hóa và Du lịch đã trùng tu phần mái của gần một trăm ngôi nhà ở Khinaluq vào năm 2011, và nhà thờ Hồi giáo từ thế kỷ 9 đã được trùng tu vào năm 2012–2014. Ngôi làng và cảnh quan tuyến đường gia súc “Köç Yolu” đã được công nhận là Di sản thế giới trong phiên họp lần thứ 45 diễn ra vào tháng 9 năm 2023.

## Hình ảnh

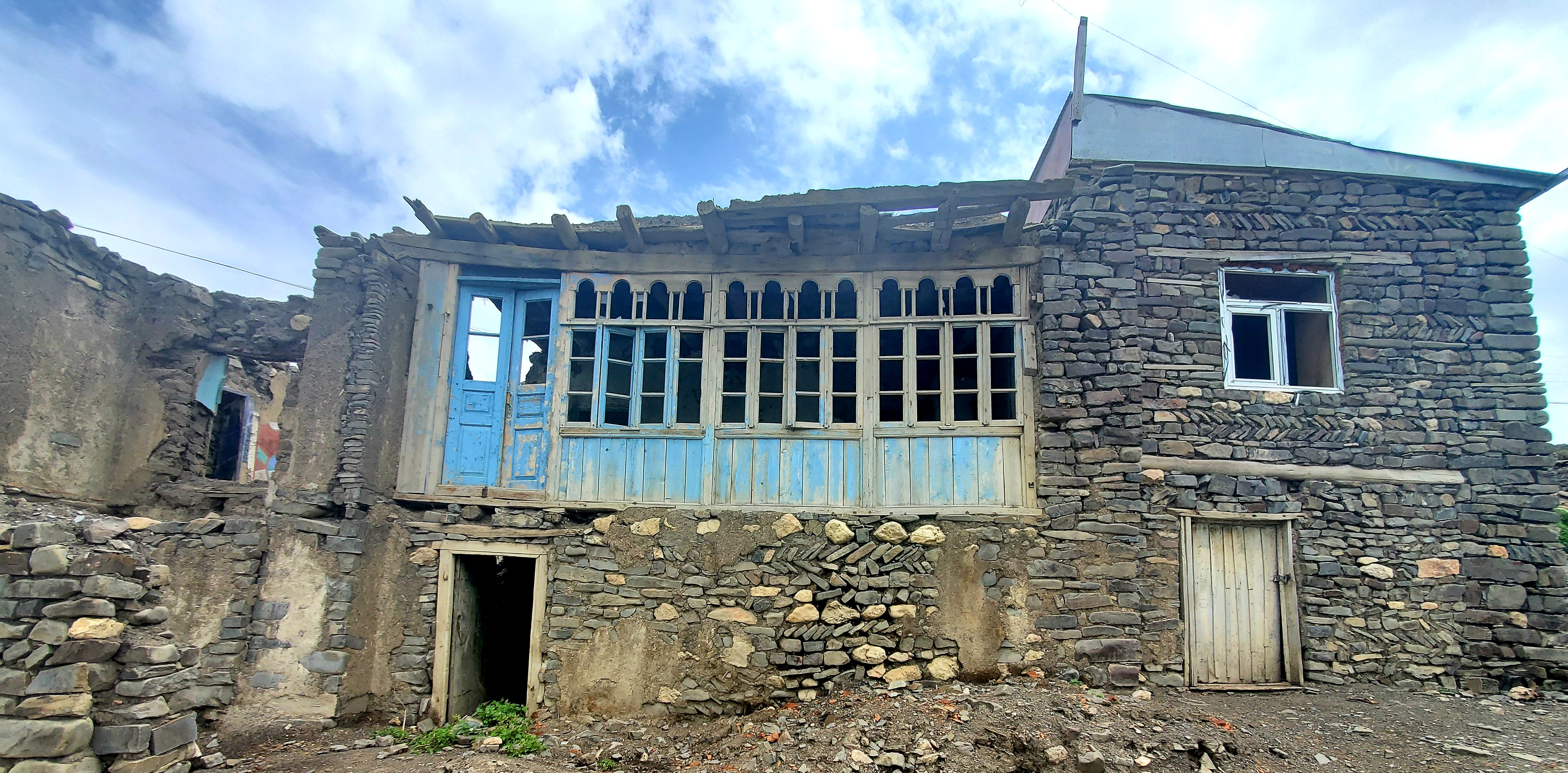
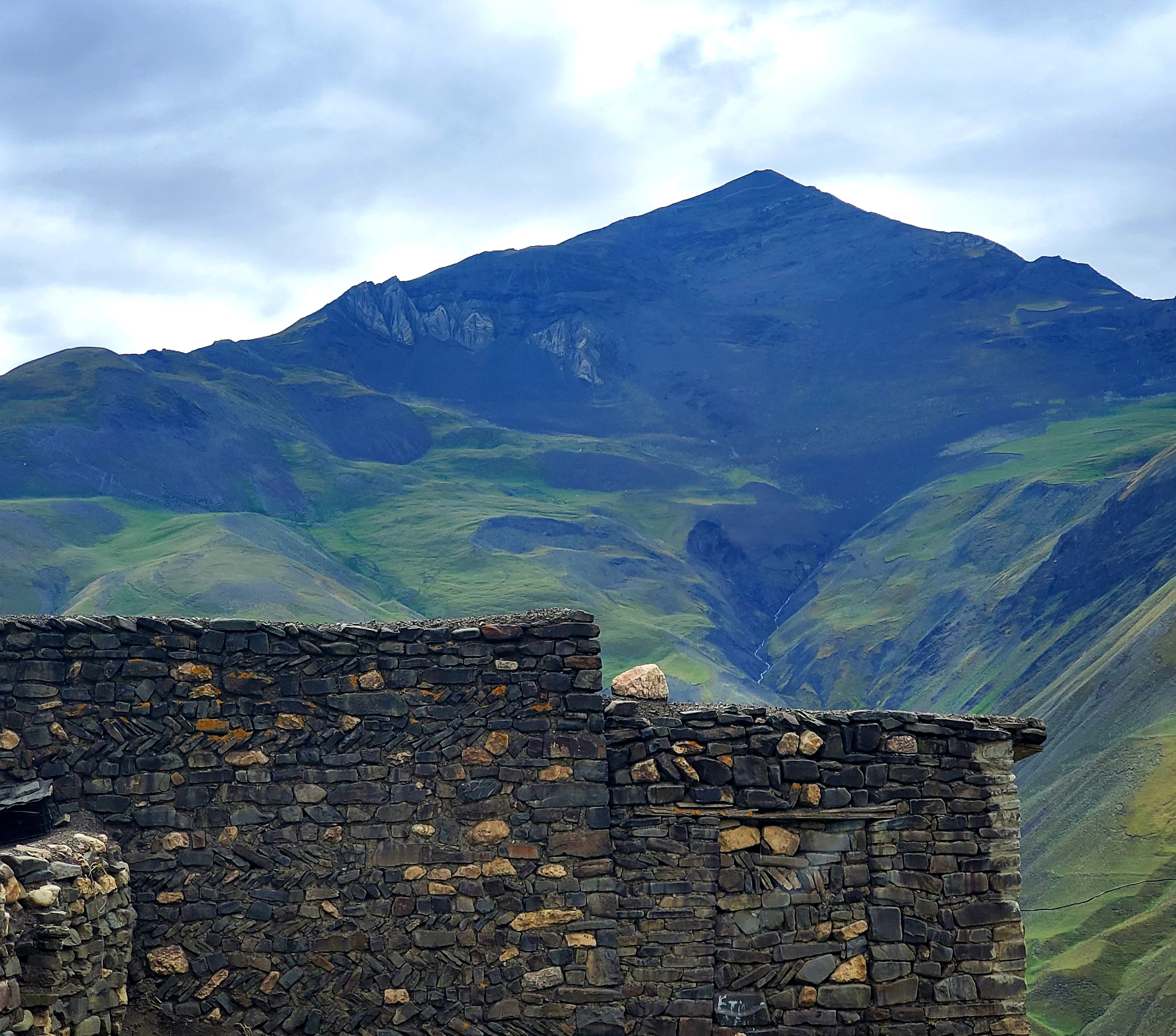
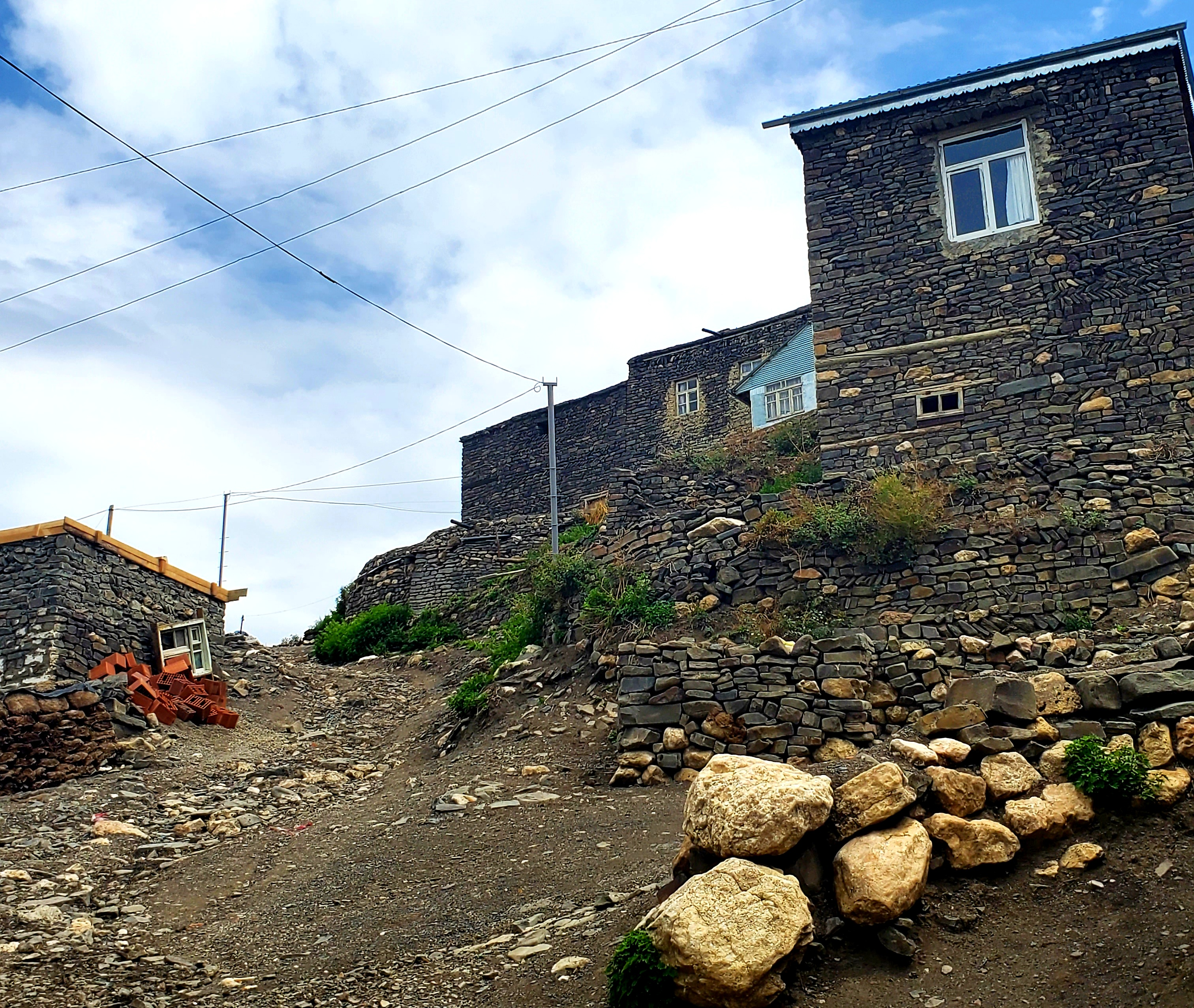
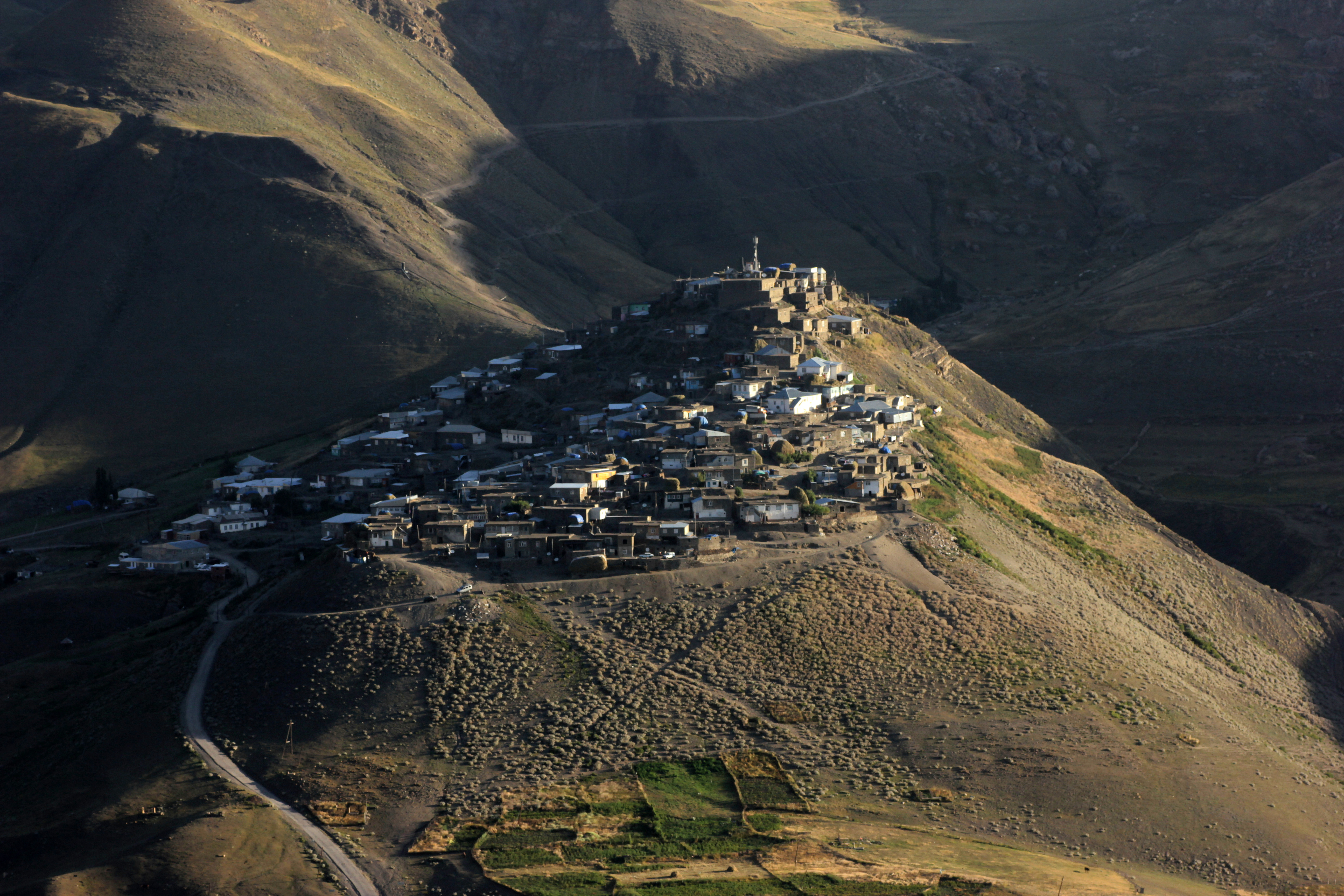
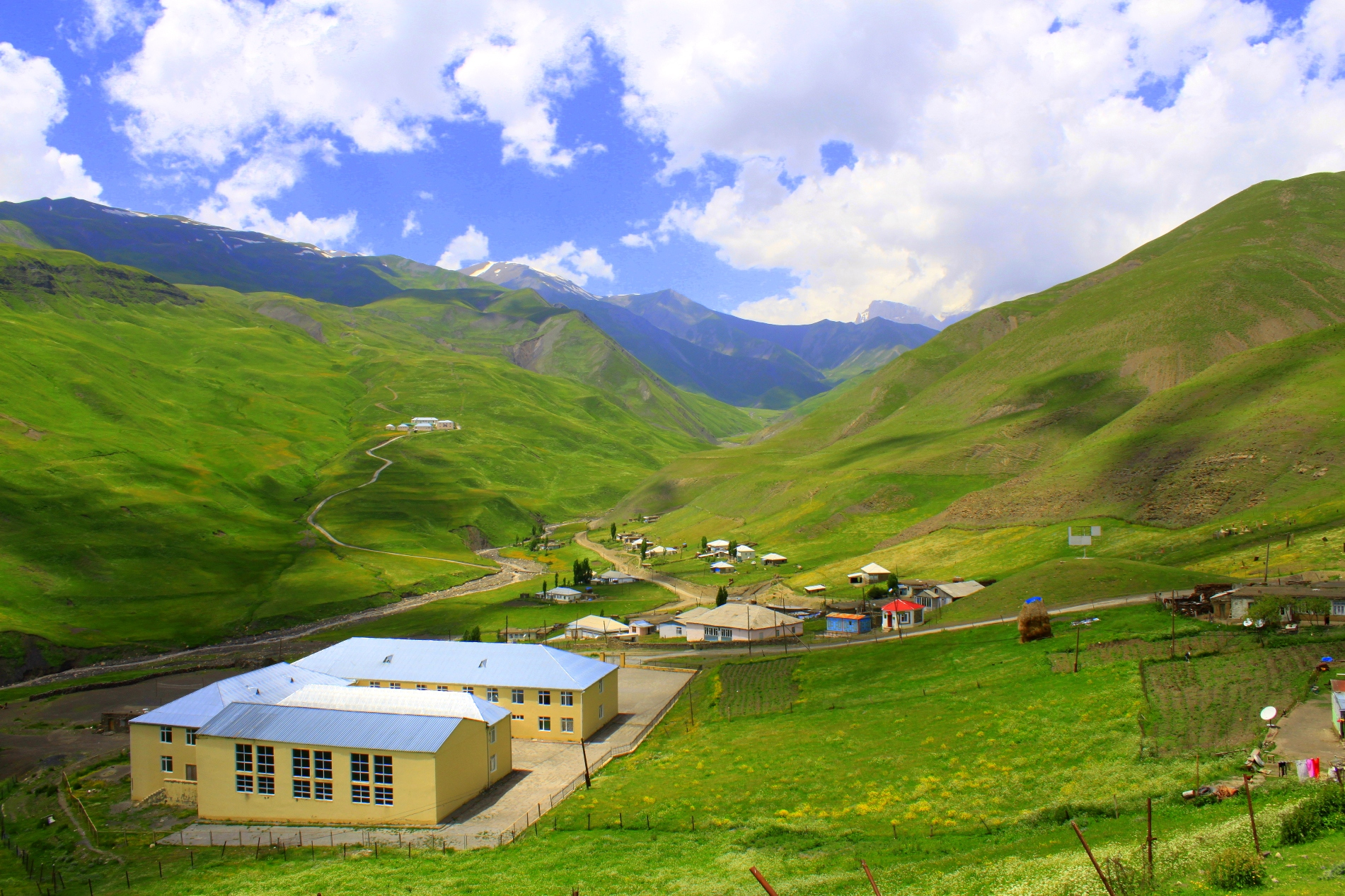
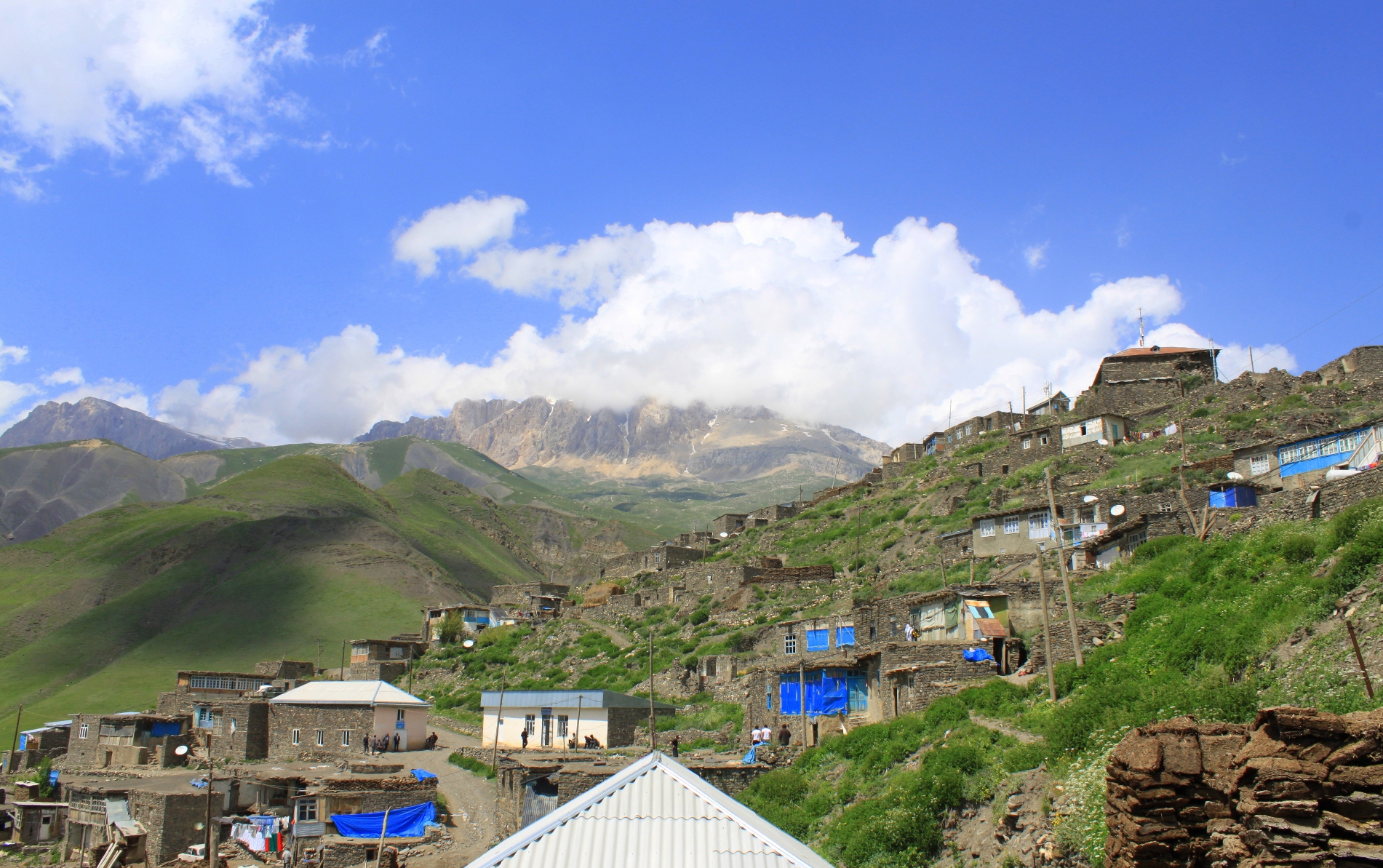
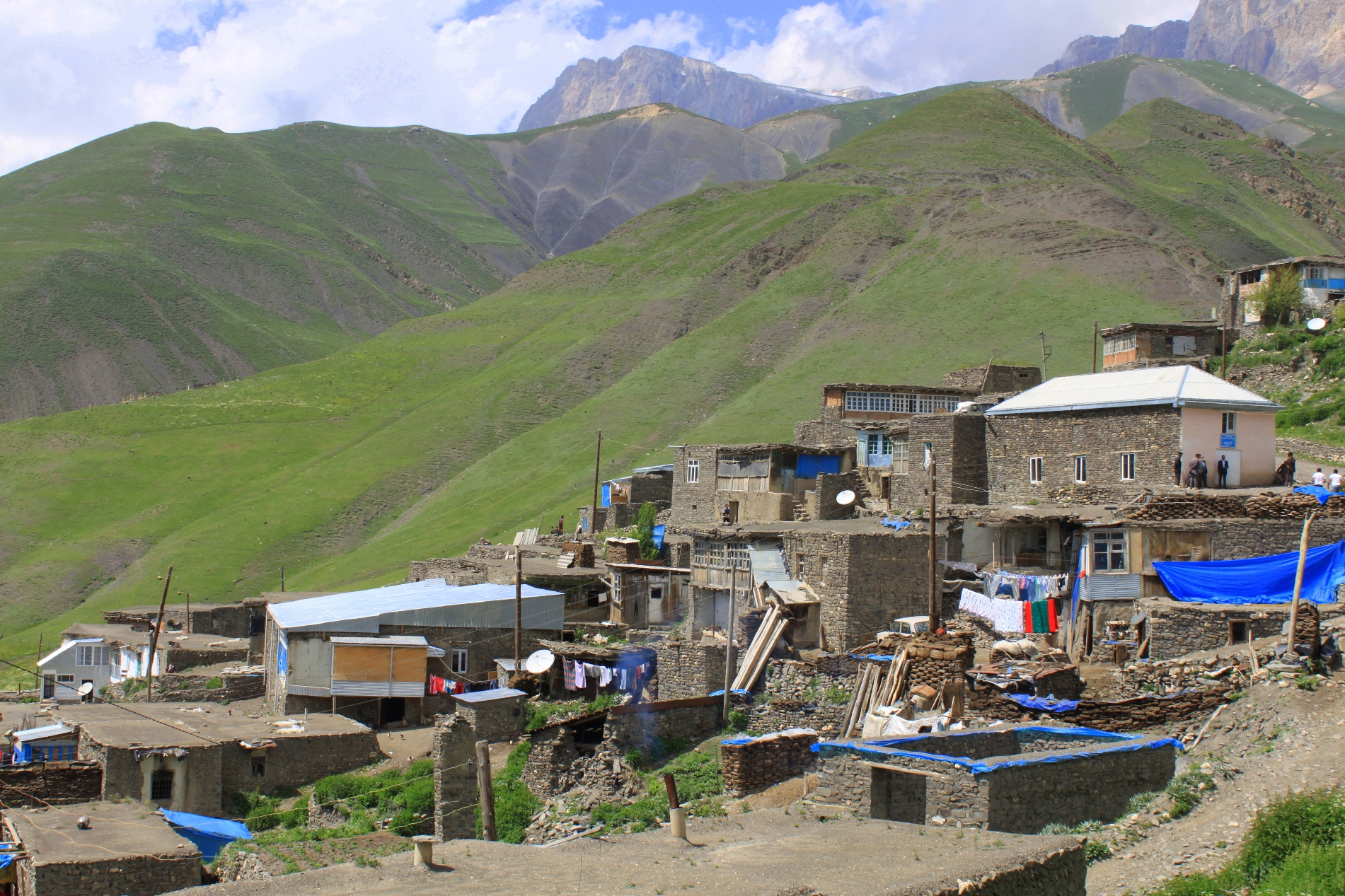
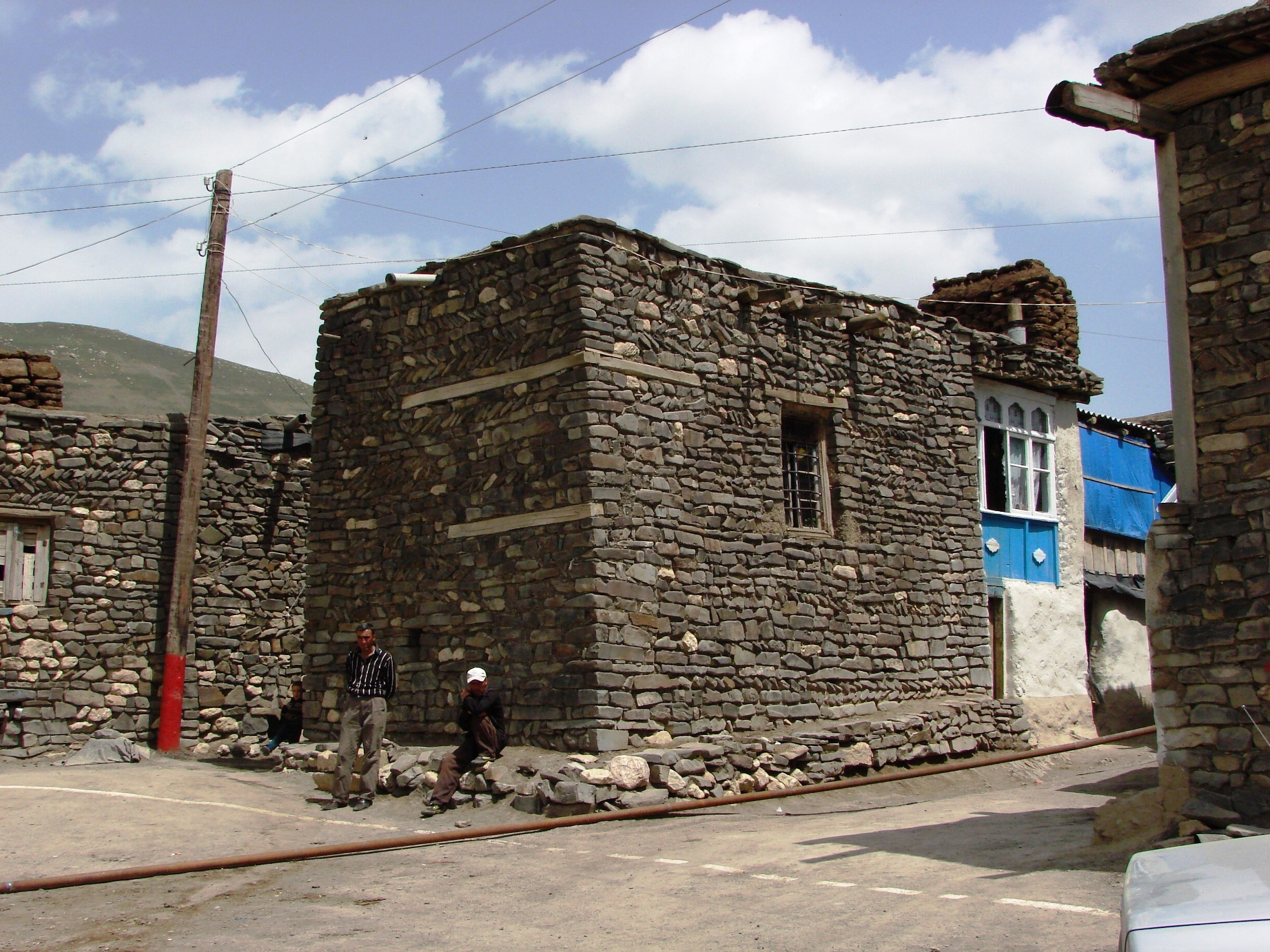
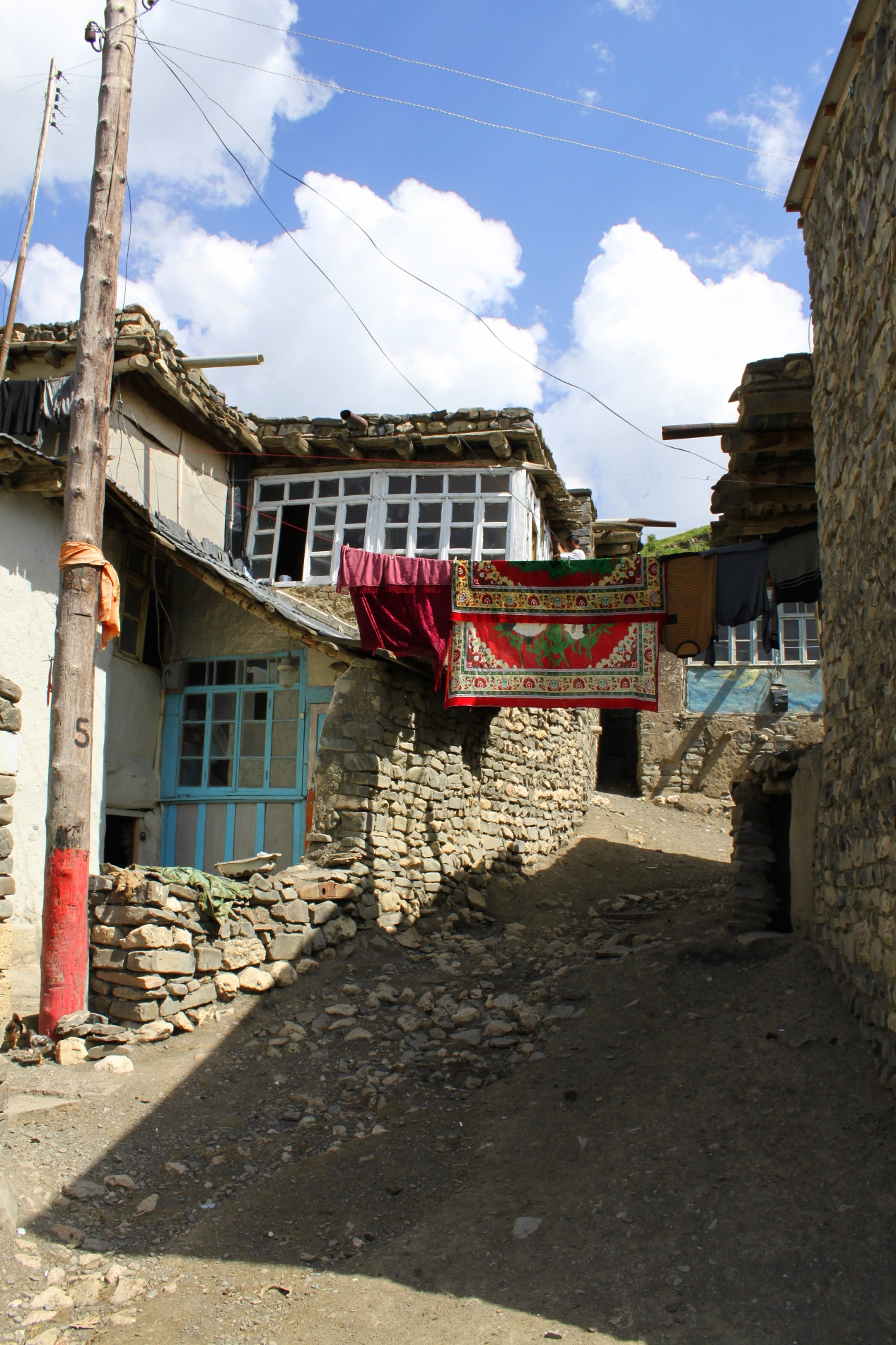
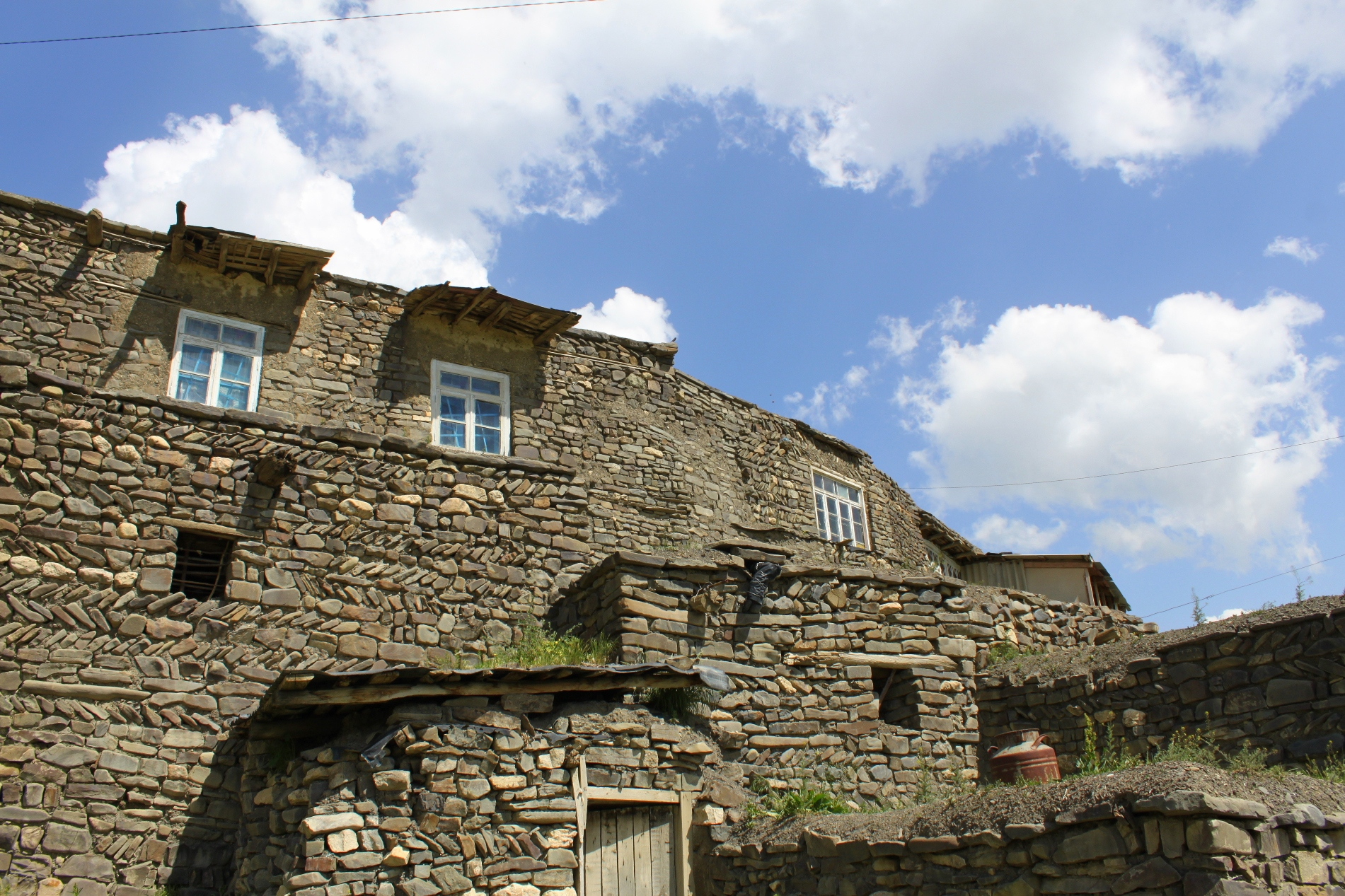
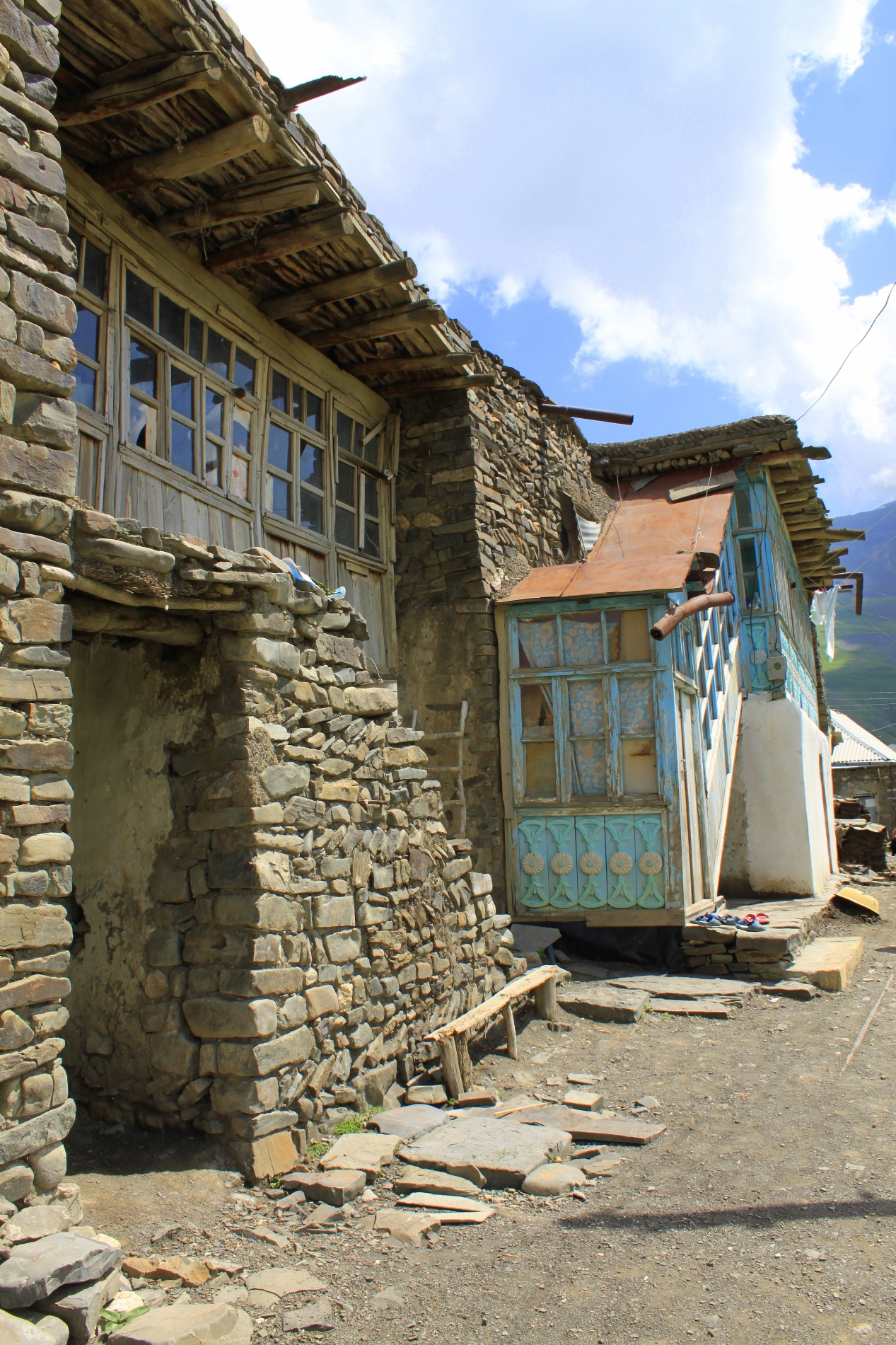
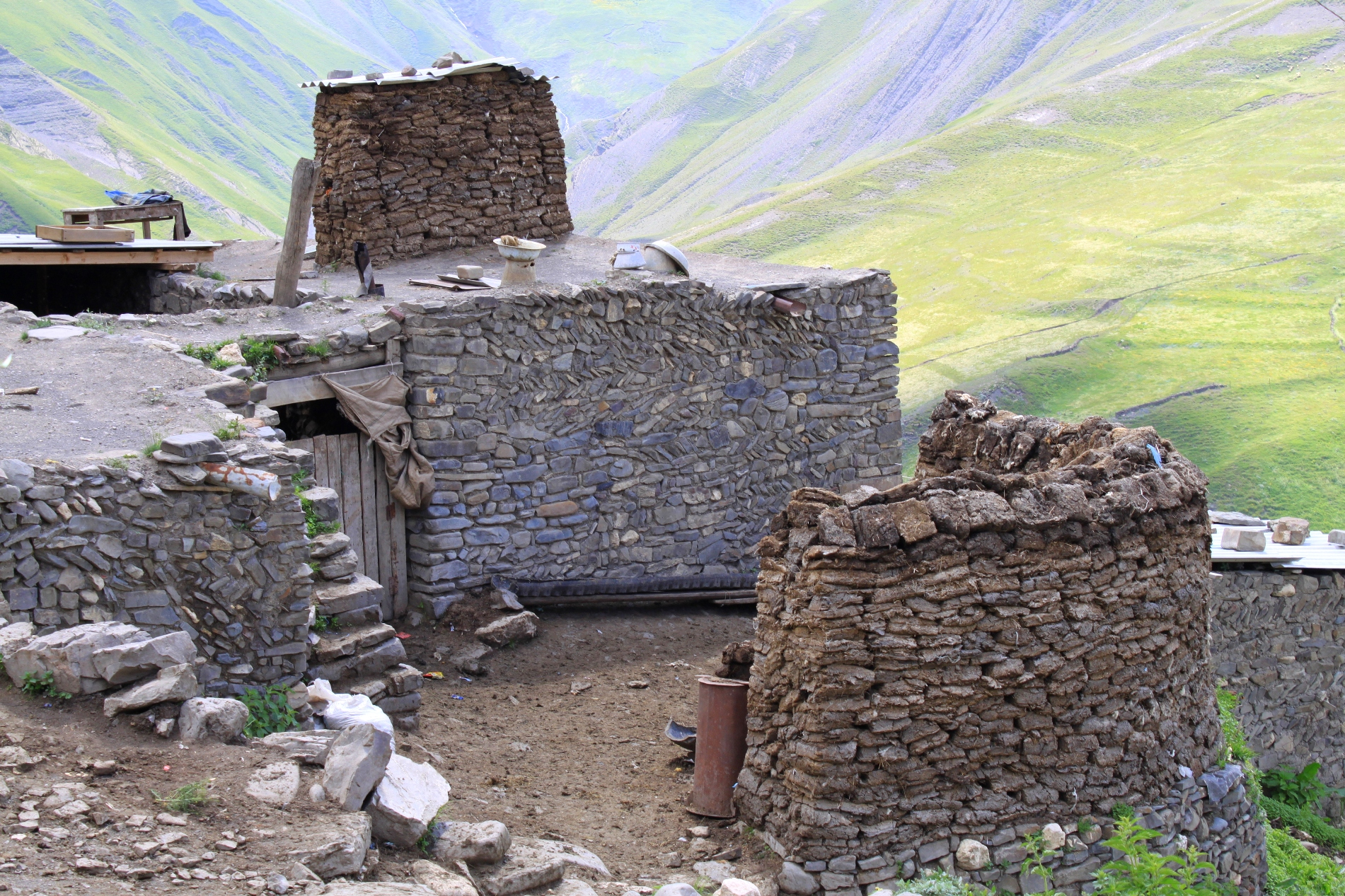